# Teutônia (ort)
Teutônia är en ort i Brasilien.   Den ligger i kommunen Teutônia och delstaten Rio Grande do Sul, i den södra delen av landet, 1 600 km söder om huvudstaden Brasília. Teutônia ligger 93 meter över havet och antalet invånare är 21 834.
Terrängen runt Teutônia är platt åt sydväst, men åt nordost är den kuperad. Närmaste större samhälle är Lajeado, 15,1 km väster om Teutônia.
I omgivningarna runt Teutônia växer i huvudsak städsegrön lövskog. Runt Teutônia är det ganska tätbefolkat, med 58 invånare per kvadratkilometer.